# Trypanaresta scutellatus
Trypanaresta scutellatus är en tvåvingeart som först beskrevs av Seguy 1933.  Trypanaresta scutellatus ingår i släktet Trypanaresta och familjen borrflugor. Inga underarter finns listade i Catalogue of Life.